# Giacomo Pavia
Giacomo Pavia, né en 1655 à Bologne et mort en 1740 à Madrid, est un peintre baroque italien des XVIIe et XVIIIe siècles.

## Biographie
Né en 1655, Giacomo Pavia est resté actif principalement dans sa ville natale, Bologne. Il a étudié sous Giuseppe Maria Crespi et Giovanni Gioseffo dal Sole. Son fils, Lorenzo, est devenu peintre de la Quadratura. Il est mort en Espagne. Il effectuait principalement des peintures historiques et a été employé dans la décoration de multiples églises à Bologne dont celles de San Silvestro et de San Giuseppe. Selon l'historien Luigi Lanzi, Pavia aurait visité l'Espagne avant sa mort. Le Bénézit placerait plutôt sa naissance le 18 février 1699 et sa mort en 1750.